# Daniel Gabriel Fahrenheit

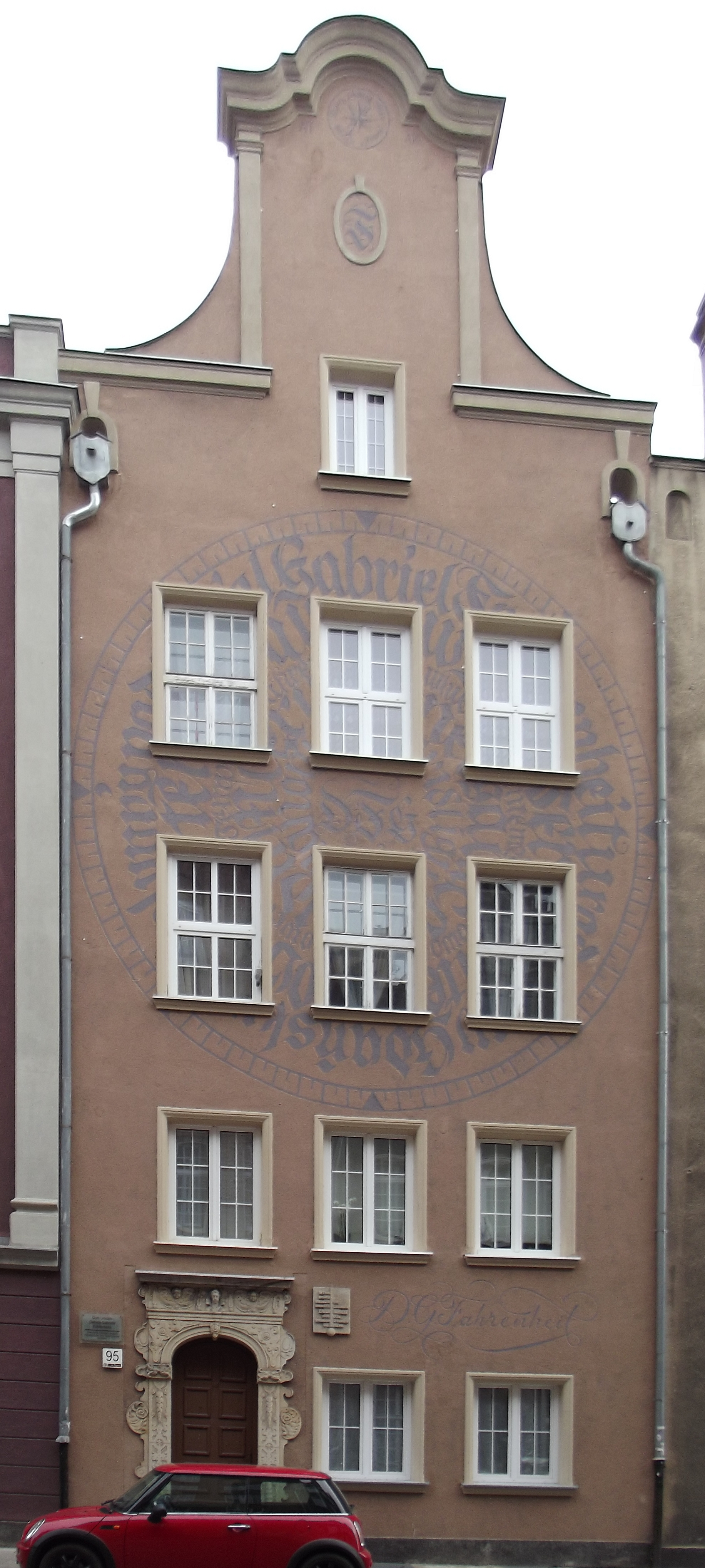
Ngôi nhà Fahrenheit ra đời tại Danzig

Daniel Gabriel Fahrenheit (24 tháng 5 năm 1686 - 16 tháng 9 năm 1736). Ông là một nhà vật lý, kĩ sư người Đức. Ông được biết đến hơn cả nhờ phát minh ra nhiệt kế bằng thủy ngân vào năm 1714 và phát triển thang đo nhiệt độ mang tên ông.

## Thân thế
Daniel Gabriel Fahrenheit sinh năm 1686 Fahrenheit sinh ra ở Gdańsk (tên trước kia bằng tiếng Đức là Danzig, là một thành phố bên bờ biển Baltic, thuộc miền bắc Ba Lan) trong một gia đinh có truyền thống kinh doanh nổi tiếng.

## Sự nghiệp nghiên cứu
Sau khi cha mẹ qua đời, ông chuyển sang sinh sống ở Hà Lan. Từ năm 1717, ông định cư ở Den Haag. Từ năm 1718, giảng dạy môn hóa học ở Amsterdam, và năm 1724 được công nhận là thành viên của Hội Hoàng Gia Anh ở London. Ông kinh doanh bằng nghề chế tạo nhiệt kế, áp suất kế và thước đo độ cao. Năm 1725, ông công bố thang độ Fahrenheit dựa vào các nghiên cứu về hiện tương đông lạnh của nước do chính ông công bố năm 1721. Ông cũng là người phát hiện ra sự liên quan của áp suất đến nhiệt độ sôi của nước. Ông đã phát triển nhiệt kế để đo nhiệt độ. Ban đầu ông dùng rượu để đổ vào nhiệt kế nhưng sau đó thay bằng thủy ngân để cho kết quả tốt hơn. Tên của ông đã được đặt cho thang độ Fahrenheit (độ F).